# SIC Indoor
A SIC Indoor foi o canal da SIC nos centros comerciais, onde podia ser vista.
Exibia vários programas da SIC como telenovelas, séries e concursos mas também tinha produção própria.
A 6 de maio de 2003 tiveram início as transmissões da SIC Indoor.
Um dos principais pontos em que a SIC Indoor esteve presente foi a rede de Shoppings da SONAE Sierra, também coproprietária da própria SIC Indoor. Em 23 de janeiro de 2009, surgiu a notícia de que a SIC e a Sonae Sierra deixariam a SIC Indoor cair. Primeiro nas estações de comboio da CP (REFER), depois nos shoppings, a SIC Indoor tem deixado de emitir. Entretanto a SONAE fez saber que tenciona iniciar uma outra empresa no sector, mas à data, não adiantou detalhes.
1. ↑  http://www.meiosepublicidade.pt/2009/01/23/sic-indoor-fora-dos-centros-comerciais-sonae/
2. ↑  «SIC Indoor fora dos centros comerciais Sonae - Meios & Publicidade - Meios & Publicidade». www.meiosepublicidade.pt. Consultado em 12 de janeiro de 2019